# Ehetuwewa Division
Ehetuwewa Division är en division i Sri Lanka.   Den ligger i distriktet Kurunegala District och provinsen Nordvästprovinsen, i den centrala delen av landet, 130 km norr om huvudstaden Colombo. Antalet invånare är 25 695.